# Día D: Asalto a la fortaleza de Europa
Día D: Asalto a la fortaleza de Europa (D-Day Assault on Fortress Europe en inglés) es un documental dirigido por Michael Campbell, producido por David McWhinnie y escrito por Alan Sharp.
Incluido en la colección Grandes batallas de la historia en DVD, sección II Guerra Mundial, lleva por epígrafe: Normandía, el mayor desembarco de tropas y material bélico de la historia.

## Argumento
El 6 de junio de 1944, el Día D para la historia, supuso una de las más cruciales jornadas de la Segunda Guerra Mundial: en la costa de Normandía (Francia), se inició el que iba a ser el mayor desembarco de tropas y material bélico de la historia. El objetivo de los ejércitos aliados era derrotar a las tropas de Hitler que ocupaban el país. Participaron en la llamada Operación Overlord un millar de barcos de guerra, más de diez mil aviones, unos tres millones de soldados, innumerables carros de combate. Desde su llegada a la costa, una vez aseguradas las cabezas de playa y las vías hacia el interior, las fuerzas aliadas fueron ganando terreno a los alemanes, hasta que a finales del mes de agosto consiguieron entrar victoriosas en la capital francesa

## Nota
1. ↑  Grandes batallas de la historia. El Día D (sic), Eagle Media & DiskoDVD Vision, 2009.

- Datos: Q5815631